# Crystalicum
Crystalicum – polska gra fabularna w konwencji fantasy (ale z elementami magicznej podróży w kosmosie) i w stylizacji mangowej. Istnieje też gra karciana w tym uniwersum. Gry zostały wydane w 2005 (karciana) i 2006 roku (fabularna).
Gra fabularna jest przygotowywana jako część projektu Crystalicum, który miał składać się z wielu produktów: gry karcianej, fabularnej, planszowych, bitewnych, oraz beletrystyki, w której częścią wspólną jest świat Crystalicum.

## Świat Crystalicum
Przygody bohaterów „Crystalicum” odbywają się w Znanym Wszechświecie - kolorowej i bogatej w życie przestrzeni. Poprzez Znany Wszechświat płyną żaglowce, napędzane wiatrem słonecznym, podróżują pomiędzy nieprzeliczonymi światami. W przestrzeni nie potrzeba skafandrów ani butli z tlenem, żeby przeżyć - a żeglarze traktują wszechświat jak morze pełne wysp, bogate, pełne tajemnic, zagadek, przygód i niesamowitości. We Wszechświecie nigdy nie zabraknie miejsca dla podróżników, odkrywców, kupców i łowców przygód.
Na dzieje Znanego Wszechświata wpływ mają przede wszystkim przedstawiciele kilku ras uniwersum (nie są to jedyne rasy, które zamieszkują światy: jest ich o wiele, wiele więcej, lecz te kilka w największej mierze decyduje o przyszłym kształcie uniwersum).

### Rasy
- Astończycy – tajemniczy i orientalni zwierzoludzie, zamieszkujący Federacje na uboczu Znanego Wszechświata. Najliczniej występują ludzie-koty „Ka-Dis” i ludzie-psy „Kalb”. Kultura tych pierwszych jak i zamieszkiwana przez nich planeta przypomina Arabię, jest w części piaszczysta lecz obfitująca w liczne oazy pełne zieleni. Ich zwyczaje wywodzą się od zachowania kotów, ich aktywność wzrasta po zapadnięciu zmroku, większość dnia spędzają wylegując się w swoich domach. Natomiast „Kalb” to rasa wojowników żyjących w surowych warunkach niebezpiecznej planety pełnej krwiożerczych bestii i trujących roślin. Zamieszkują warowne osady na samym krańcu świata, trenując i czekając na najazd nieprzyjaciela z pustki.
- Gnomy – mistrzowie MeKaniki, którą rekompensują swą niemożność naturalnego używania magii Kryształu tworząc rękawice z nadmetalu i materiału który nie jest dostępny dla innych ras. Gnomy są niewielkiego wzrostu, ok. 120 cm, zaś każdy osobnik tej rasy jest identyczną kopią drugiego, odróżnia ich jedynie ubiór i kolor włosów, który każdy z nich ustanawia sam, często na podobieństwo innych ras np. Dziewięć Miast.
- Księżycowe Krasnoludy – zbuntowany odłam Smoczych Krasnoludów, któremu udało się wyrwać spod wpływu Smoczego Króla. Odważni korsarze, których królowa martwi się jednak brakiem następcy. Charakter tego klanu uległ zmianie w ciągu ledwie 60 lat. Smoczy Król zaproponował władczyni tego klanu małżeństwo, na które się zgodziła rozpoczynając niebezpieczną polityczną grę, w ciągu której zaczęła przenosić się na święty księżyc, który jak wierzyły Smocze Krasnoludy, jest przeznaczony tylko dla smoków. Po przeniesieniu wszystkich podwładnych ogłosiła się królową księżyca. Ten proceder doprowadził do wojny.
- Dziewięć Miast – rasa ludzka zamieszkująca dziewięć platform krążących wokół największej i najżyźniejszej planety o prostej nazwie „Planeta”.Teryeorialnie jest częścią Imperium Kryształowego, lecz mieszkańcy mogą cieszyć się wieloma swobodami. Wszystkie miasta są ze sobą skłucone, ponieważ każde chce mieć pełną kontrole nad planetom i pozostałymi miastami. Dziewięć Miast to: Miasto Szmaragdów, Miasto Twarzy, Miasto Tysiąca Kolumn, Miasto Ptaków, Miasto Astrologów, Miasto Ogrodów, Miasto Ognia, Miasto Opowieści i Miasto Poranka.  Wszyscy ludzie zamieszkujący platformy prześcigają się w wyglądzie, wydając fortunę na kamizelki, płaszcze, spodnie etc. Ponadto w obecności płci przeciwnej nie mogą się powstrzymać od rozmowy a zarazem rozpoczęcia flirtu, jest to charakterystyczne u wszystkich, nawet żonatych.
- Imperium Kryształowe – fanatyczna rasa ludzka kształtująca swoje życie i postępowanie na wzór kryształu. Osoby rezonujące z nadmetalem są wyszukiwane wśród noworodków i dzieci do trzech lat i wcielane do jednego z czterech zakonów. Każdy z zakonów pełni jedną przydzieloną mu funkcje w państwie. Zakon Ziemi jest trzonem wojsk i zarazem elitarnymi żołnierzami. Charakteryzuje ich potężna budowa ciała i ciężkie zbroje z nadmetalu z licznymi wprawionymi kryształami, ponadto są wychowywani w głębokiej wierze przemieniając ich w fanatycznych wojowników imperium. Zakon Powietrza zajmuje się flotą imperialną w której skład wchodzą krążowniki imperialne które są w stanie pomieścić dziesiątki statków jak również dając schronienie dla setek żołnierzy. Zakon Ognia przyjmuje jedynie kobiety w swoje progi i ich zadaniem jest wyćwiczenie się w sztuce wojennej by jak najlepiej chronić Imperatora. Zakon Wody jego zadaniem jest głoszenie wiary i ożywianie kryształów. Po pokonaniu Lodowych Elfów i podpisaniu paktu Imperium Kryształowe zaczęło powiększać swoje wpływy namawiając siłą do swojej wiary inne narody.
- Lodowe Elfy – bezlitosna rasa, której tysiącletnie panowanie nad Znanym wszechświatem zakończyło się ledwo 60 lat temu. Źródłem sukcesu jest groza jaką rozsiewają wokół siebie nienaturalną lodową maską zamiast twarzy. Spotykając Lodowego Elfa i konwersując z nim nie jest się w stanie wyczytać żadnego uczucia z jego twarzy. Rasa ta jest wyszkolona w pojedynkach, które często odbywają się na balach możnowładców. Podczas takowego pojedynku korzystają ze śmiercionośnej broni pojedynkowej, której używają jedynie walcząc z krajanem bądź z godnym przeciwnikiem. Pomimo lodowej maski Lodowe Elfy kochają, a małżeństwa są zawierane jedynie z miłości, gdyż żaden osobnik tej rasy nie może kłamać, jest to ich główna cecha charakteru towarzysząca intrygom których dopuszcza się większość osób. Elfy nie dopuszczają do pustosłowia, mówią rzeczowo i na temat nie owijając w bawełnę.
- Smocze Krasnoludy – altruistyczni i przyjaźni, najlepsi żeglarze i nieustraszeni odkrywcy, którzy przyczyniali się do postępującego obecnie upadku siły Lodowych Elfów.